# Astragalus megalocystis
Astragalus megalocystis är en ärtväxtart som beskrevs av Aleksandr Andrejevitj Bunge. Astragalus megalocystis ingår i släktet vedlar, och familjen ärtväxter. Inga underarter finns listade i Catalogue of Life.